# Marcin Jabłoński (malarz)

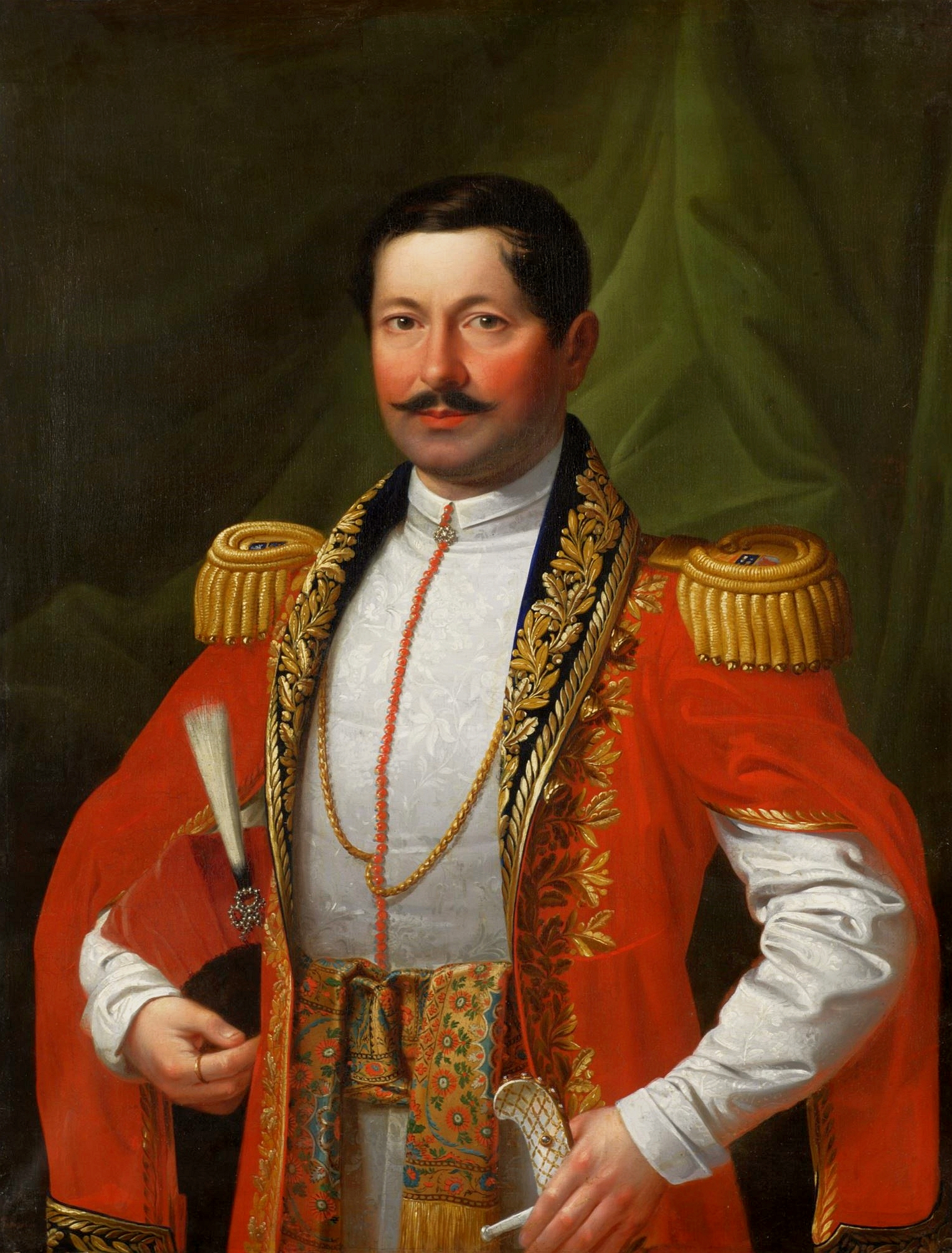
Portret Hipolita Czajkowskiego autorstwa Marcina Jabłońskiego

Marcin Jabłoński (ur. 1801 w Głogowie koło Rzeszowa, zm. 19 lutego 1876 we Lwowie) – polski malarz i litograf.

## Życiorys
Samouk, kształcił się, kopiując obrazy w galeriach Warszawy, Krakowa i Wiednia. W 1820 roku zamieszkał we Lwowie, gdzie wkrótce zdobył duże uznanie jako portrecista. Pracował również dla kościołów, szczególnie lwowskich, malując i odnawiając zarówno obrazy ołtarzowe, jak i polichromie. W 1848 roku otrzymał pozwolenie na prowadzenie zakładu litograficznego.
W czasie powstania styczniowego w 1863 roku, Jabłoński stracił żonę i dwóch synów. W tym samym roku sprzedał zakład i wyjechał ze Lwowa wykonując prace restauratorskie dla potrzeb cerkwi i kościołów. W roku 1876 na krótko przed śmiercią powrócił do Lwowa.

## Dzieła
- Dziewczyna ze śniadaniem na tacy,
- Portret dziewczynki z książką,
- Tadeusz Kościuszko (1827),
- Święty Wincenty Ferreriusz (1836) w kościele dominikanów w Gdańsku,
- Święty Tomasz z Akwinu w kościele dominikanów w Gdańsku.